# Čepřovice
Čepřovice falu és önkormányzat (obec) Csehország Dél-csehországi kerületének Strakonicei járásában. Területe 10,22 km², lakosainak száma 190 (2008. 12. 31). A falu Strakonicétől mintegy 13 km-re délkeletre, České Budějovicétől 42 km-re északnyugatra, és Prágától 109 km-re délre fekszik.
A település első írásos említése 1315-ből származik.

## Az önkormányzathoz tartozó települések
- Čepřovice
- Jiřetice
- Koječín

## Látnivalók
- Reneszánsz kori erődítmény.

## Népesség
A település népessége az elmúlt években az alábbi módon változott:
| Lakosok száma | 599  | 669  | 637  | 373  | 247  | 194  | 193  | 201  | 204  | 211  |
|               | 1869 | 1890 | 1921 | 1950 | 1980 | 2001 | 2017 | 2019 | 2022 | 2024 |